# Maciej Giertych
Pour les articles homonymes, voir Giertych.
Maciej Marian Giertych, né le 24 mars 1936 à Varsovie, est un généticien et homme politique polonais.
C'est un homme politique polonais de droite nationaliste avec des positions conservatrices sur la société et en faveur de l'intervention de l'État dans l'économie. Membre de la Diète de Pologne (entre 2001 et 2004) et membre du Parlement européen (2004-2009), il est également le candidat de la Ligue des familles polonaises à l'élection présidentielle de 2005.

## Biographie
Il est le fils de Jędrzej Giertych (en), un des idéologues de l'extrême droite polonaise des années 1930. En 1945, sa famille quitte la Pologne pour l'Allemagne et finalement se rend au Royaume-Uni. En 1954 Giertych a passé ses examens finaux d'école et a été accepté à l'université d'Oxford. Il a reçu une licence en arts et un MA. Entre 1958 et 1962 il a effectué des études universitaires supérieures à l'université de Toronto, où il a défendu une thèse pour des études sur la physiologie de l'arbre. En 1962 Maciej Giertych revient en Pologne, où il a obtient la reconnaissance de ses qualifications pour être professeur adjoint à l'institut de dendrologie de l'Académie polonaise des sciences à Kórnik près de Poznań. En 1964, il se marie avec Antonina Janik. En 1970, il reçoit l'habilitation pour ses études sur la génétique forestière à l'École supérieure d'agriculture de Poznań. En 1976, il donne des conférences à l'université Nicolas-Copernic de Toruń. Depuis lors il a également édité plus de 200 travaux et études, la plupart du temps sur divers sujets connexes à la forêt. La même année, il est également devenu un membre du Comité des sciences de la forêt. En 1981 on lui attribue le statut de professeur. En décembre 1981, il soutient la décision de l'imposition sur la Pologne de la loi martiale par le général Jaruzelski. En 1986, il rejoint le comité consultatif (Rada Konsultacyjna (pl)) constitué par le chef des autorités communistes, Wojciech Jaruzelski. Ce conseil met en avant plusieurs Polonais comme Marek Kotanski (en), Krzysztof Skubiszewski et Kazimierz Dejmek (en). En 1986, il est nommé représentant polonais à l'union internationale des organismes de recherches de la forêt. Il était défenseur de renforcer les liens avec l'Union soviétique selon l'idéologie de Dmowski, tout en critiquant quelques dissidents qui travaillant avec les politiciens occidentaux, compromettraient les frontières occidentales du pays. Après la chute du régime communiste en Pologne en 1990, il revient aux études scientifiques et entre en 1993 et 2000 comme un conseiller au ministère de l'Environnement. En 1990, il adhère à un parti politique nationaliste mineur, le Parti national de Pologne (en), qui deviendra par la suite la Ligue des familles polonaises. Le 23 septembre 2001, Maciej Giertych est élu à la diète pour la circonscription électorale de Poznań. Le 16 juin 2004, il devient membre du Parlement européen pour la législature 2004-2009 en tant que représentant de la Ligue des familles polonaises (LPR). Il y fait partie des non-inscrits.
Maciej Giertych vient d'une famille polonaise connue pour ses liens avec la Démocratie nationale : il est le petit-fils de Franciszek Giertych le fils de Jędrzej Giertych (en), et le père de Roman Giertych, un temps président de la Ligue des familles polonaises et ministre de l'Éducation nationale sous la présidence de Lech Kaczyński.
Maciej Giertych est candidat à l’élection présidentielle en Pologne de 2005, mais renonce avant le scrutin en faveur de Lech Kaczyński.

## Point de vue de Maciej Giertych
Il veut imposer l'interdiction de l'achat de terre en Pologne par des étrangers (ce qu'il explique par la crainte de la réapparition du colonialisme allemand). Il veut défendre l'industrie polonaise notamment en s'opposant aux investissements des compagnies occidentales qu'il accuse des pratiques injustes. Il était opposé à l'entrée de la Pologne dans l'union européenne, se prononce en revanche pour des liens plus étroits avec la Russie et les pays de l'Europe de l'Est. Il est également contre la constitution européenne.
Le 15 novembre 2005, il a organisé au Parlement européen à Strasbourg une exposition de photographies hostile à l'avortement (fœtus ensanglantés jetés à la poubelle). L’une des affiches représentait des enfants derrière des barbelés à Auschwitz. Les panneaux ont été retirés par les services du Parlement en raison du scandale provoqué par la comparaison de l’avortement à la Shoah.
Le 4 juillet 2006, au Parlement européen, en séance plénière lors de la séance solennelle consacrée au 70e anniversaire du coup d'État militaire franquiste en Espagne, Maciej Giertych remercie publiquement Franco et Salazar d'avoir stoppé le communisme, et déplore qu'il n'y ait plus d'homme politique de cette trempe aujourd'hui en Europe.
Depuis son intervention au Parlement européen en octobre 2006 sur l’apprentissage de la théorie de l’évolution dans les écoles européennes, la presse écrit que Maciej Giertych prône des idées créationnistes ce qu’il dément : il remet en cause le darwinisme avec des arguments scientifiques et non religieux.
Le 14 février 2007, il publie ce que la presse et de nombreux hommes politiques en Europe ont qualifié de pamphlet antisémite. Il y affirme que « les juifs, volontairement, préfèrent vivre une vie séparée de celle des communautés environnantes […]. Les juifs ne représentent pas une race spécifique […] mais le fait qu'ils aient leur propre civilisation, qu'ils vivent séparément, a eu pour résultat qu'ils ont développé des différences biologiques ». Selon le Congrès juif européen, qui dénonce cette publication dans un communiqué, Giertych utilise un langage rappelant « les théories raciales qui ont mené à l'Holocauste ». Cet opuscule, Civilisations en guerre en Europe est estampillé du logo du Parlement européen mais l'auteur lui-même précise « que ses vues ne représentent pas la position officielle du Parlement européen ». Les services du Parlement européen ont publiquement démenti que l'institution ait financé cette brochure. Mais le Parlement ne peut nier que Maciej Giertych a bel et bien utilisé ses infrastructures pour sa conférence de presse de présentation et pour distribuer son livre.

## Ouvrages

### Traduction française
- Évolution, Dévolution, Science, Paris, C.E.P., 2022, 184 p.  (ISBN 978-83-965602-0-9).